# Saison 2020 de l'équipe cycliste Lotto-Soudal
La saison 2020 de l'équipe cycliste Lotto-Soudal est la neuvième de cette équipe.

## Coureurs et encadrement technique

### Arrivées et départs
| Coureur            | Provenance                 | Durée contrat |
| ------------------ | -------------------------- | ------------- |
| Steff Cras         | Katusha-Alpecin            | 2020-2021     |
| John Degenkolb     | Trek-Segafredo             | 2020-2021     |
| Jonathan Dibben    | Madison Genesis            | 2020          |
| Philippe Gilbert   | Deceuninck-Quick Step      | 2020-2022     |
| Kobe Goossens      | Néo-pro (Lotto-Soudal U23) | 2020-2021     |
| Matthew Holmes     | Madison Genesis            | 2020-2021     |
| Stefano Oldani     | Néo-pro (Kometa-Xstra)     | 2020-2021     |
| Florian Vermeersch | Néo-pro (Lotto-Soudal U23) | 2020-2022     |

| Coureur            | Nouvelle équipe   | Durée contrat |
| ------------------ | ----------------- | ------------- |
| Tiesj Benoot       | Sunweb            | 2020-2022     |
| Adam Blythe        | Retraite          |               |
| Victor Campenaerts | NTT Pro Cycling   | 2020-2022     |
| Jens Keukeleire    | EF Pro Cycling    | 2020-2021     |
| Bjorg Lambrecht    | Décédé            |               |
| Maxime Monfort     | Retraite          |               |
| Lawrence Naesen    | AG2R La Mondiale  | 2020-2021     |
| Jelle Vanendert    | Bingoal-WB        | 2020-2021     |
| Enzo Wouters       | Tarteletto-Isorex | 2020-2021     |

### Effectif de cette saison
| Coureur            | Date de Nais.              | Équipe en 2019        | Cont. | V |
| ------------------ | -------------------------- | --------------------- | ----- | - |
| Sander Armée       | 10 décembre 1985 (35 ans)  | Lotto-Soudal          | 2020  | 1 |
| Steff Cras         | 13 février 1996 (24 ans)   | Katusha-Alpecin       | 2021  | 0 |
| Jasper De Buyst    | 24 novembre 1993 (27 ans)  | Lotto-Soudal          | 2022  | 0 |
| Thomas De Gendt    | 6 novembre 1986 (34 ans)   | Lotto-Soudal          | 2022  | 0 |
| John Degenkolb     | 7 janvier 1989 (31 ans)    | Trek-Segafredo        | 2021  | 1 |
| Stan Dewulf        | 20 décembre 1997 (23 ans)  | Lotto-Soudal          | 2020  | 0 |
| Jonathan Dibben    | 12 février 1994 (26 ans)   | Madison Genesis       | 2020  | 0 |
| Caleb Ewan         | 11 juillet 1994 (26 ans)   | Lotto-Soudal          | 2022  | 7 |
| Frederik Frison    | 28 juillet 1992 (28 ans)   | Lotto-Soudal          | 2021  | 0 |
| Philippe Gilbert   | 5 juillet 1982 (38 ans)    | Deceuninck-Quick Step | 2022  | 0 |
| Kobe Goossens      | 29 avril 1996 (24 ans)     | Lotto-Soudal U23      | 2022  | 0 |
| Carl Fredrik Hagen | 26 septembre 1991 (29 ans) | Lotto-Soudal          | 2020  | 0 |
| Adam Hansen        | 11 mai 1981 (39 ans)       | Lotto-Soudal          | 2020  | 0 |
| Matthew Holmes     | 8 décembre 1993 (27 ans)   | Madison Genesis       | 2021  | 1 |

| Coureur            | Date de Nais.              | Équipe en 2019   | Cont. | V |
| ------------------ | -------------------------- | ---------------- | ----- | - |
| Rasmus Iversen     | 16 septembre 1987 (23 ans) | Lotto-Soudal     | 2020  | 0 |
| Roger Kluge        | 5 février 1986 (34 ans)    | Lotto-Soudal     | 2022  | 0 |
| Nikolas Maes       | 9 avril 1986 (34 ans)      | Lotto-Soudal     | 2020  | 0 |
| Rémy Mertz         | 17 juillet 1995 (25 ans)   | Lotto-Soudal     | 2020  | 0 |
| Stefano Oldani     | 10 janvier 1998 (22 ans)   | Kometa-Xstra     | 2020  | 0 |
| Gerben Thijssen    | 21 juin 1998 (22 ans)      | Lotto-Soudal     | 2021  | 0 |
| Tosh Van der Sande | 28 novembre 1990 (30 ans)  | Lotto-Soudal     | 2021  | 0 |
| Brian van Goethem  | 16 avril 1991 (29 ans)     | Lotto-Soudal     | 2020  | 0 |
| Brent Van Moer     | 12 janvier 1998 (22 ans)   | Lotto-Soudal     | 2021  | 0 |
| Harm Vanhoucke     | 17 juin 1997 (23 ans)      | Lotto-Soudal     | 2022  | 0 |
| Florian Vermeersch | 12 mars 1999 (21 ans)      | Lotto-Soudal U23 | 2022  | 0 |
| Jelle Wallays      | 11 mai 1989 (31 ans)       | Lotto-Soudal     | 2020  | 0 |
| Tim Wellens        | 10 mai 1991 (29 ans)       | Lotto-Soudal     | 2022  | 2 |

## Bilan de la saison

### Victoires sur la saison
| #  | Date         | Course                                                    | Catégorie       | Vainqueur      | Pays                | Lieu           |
| -- | ------------ | --------------------------------------------------------- | --------------- | -------------- | ------------------- | -------------- |
| 1  | 22 janvier   | 2e étape du Tour Down Under                               | UCI World Tour  | Caleb Ewan     | Australie           | Stirling       |
| 2  | 24 janvier   | 4e étape du Tour Down Under                               | UCI World Tour  | Caleb Ewan     | Australie           | Murray Bridge  |
| 3  | 26 janvier   | 6e étape du Tour Down Under                               | UCI World Tour  | Matthew Holmes | Australie           | Willunga       |
| 4  | 24 février   | 2e étape du Tour des Émirats arabes unis                  | UCI World Tour  | Caleb Ewan     | Émirats arabes unis | Hatta          |
| 5  | 16 août      | 1re étape du Tour de Wallonie                             | UCI ProSeries   | Caleb Ewan     | Belgique            | Templeuve      |
| 6  | 29 août      | 3e étape A du Tour Poitou-Charentes en Nouvelle-Aquitaine | UCI Europe Tour | Sander Armée   | France              | Jaunay-Marigny |
| 7  | 31 août      | 3e étape du Tour de France                                | UCI World Tour  | Caleb Ewan     | France              | Sisteron       |
| 8  | 9 septembre  | 11e étape du Tour de France                               | UCI World Tour  | Caleb Ewan     | France              | Poitiers       |
| 9  | 17 septembre | 3e étape du Tour de Luxembourg                            | UCI ProSeries   | John Degenkolb | Luxembourg          | Schifflange    |
| 10 | 14 octobre   | Grand Prix de l'Escaut                                    | UCI ProSeries   | Caleb Ewan     | Belgique            | Schoten        |
| 11 | 24 octobre   | 5e étape du Tour d'Espagne                                | UCI World Tour  | Tim Wellens    | Espagne             | Sabiñánigo     |
| 12 | 4 novembre   | 14e étape du Tour d'Espagne                               | UCI World Tour  | Tim Wellens    | Espagne             | Orense         |

### Victoires sur les classements annexes
| Date       | Course                                                                       | Catégorie       | Vainqueur      | Pays                |
| ---------- | ---------------------------------------------------------------------------- | --------------- | -------------- | ------------------- |
| 27 février | Tour des Émirats arabes unis, classement par points                          | UCI World Tour  | Caleb Ewan     | Émirats arabes unis |
| 30 août    | Tour Poitou-Charentes en Nouvelle-Aquitaine, classement du meilleur grimpeur | UCI Europe Tour | Harm Vanhoucke | France              |